# IU Mezinárodní univerzita aplikovaných věd

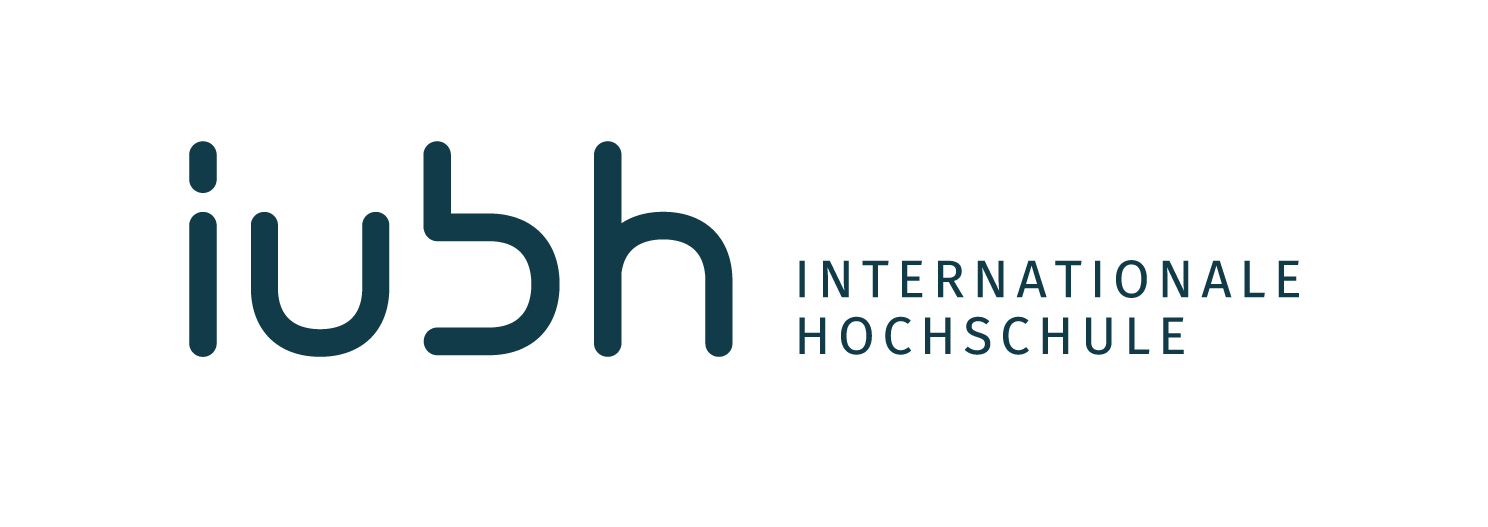
Logo do jara 2021

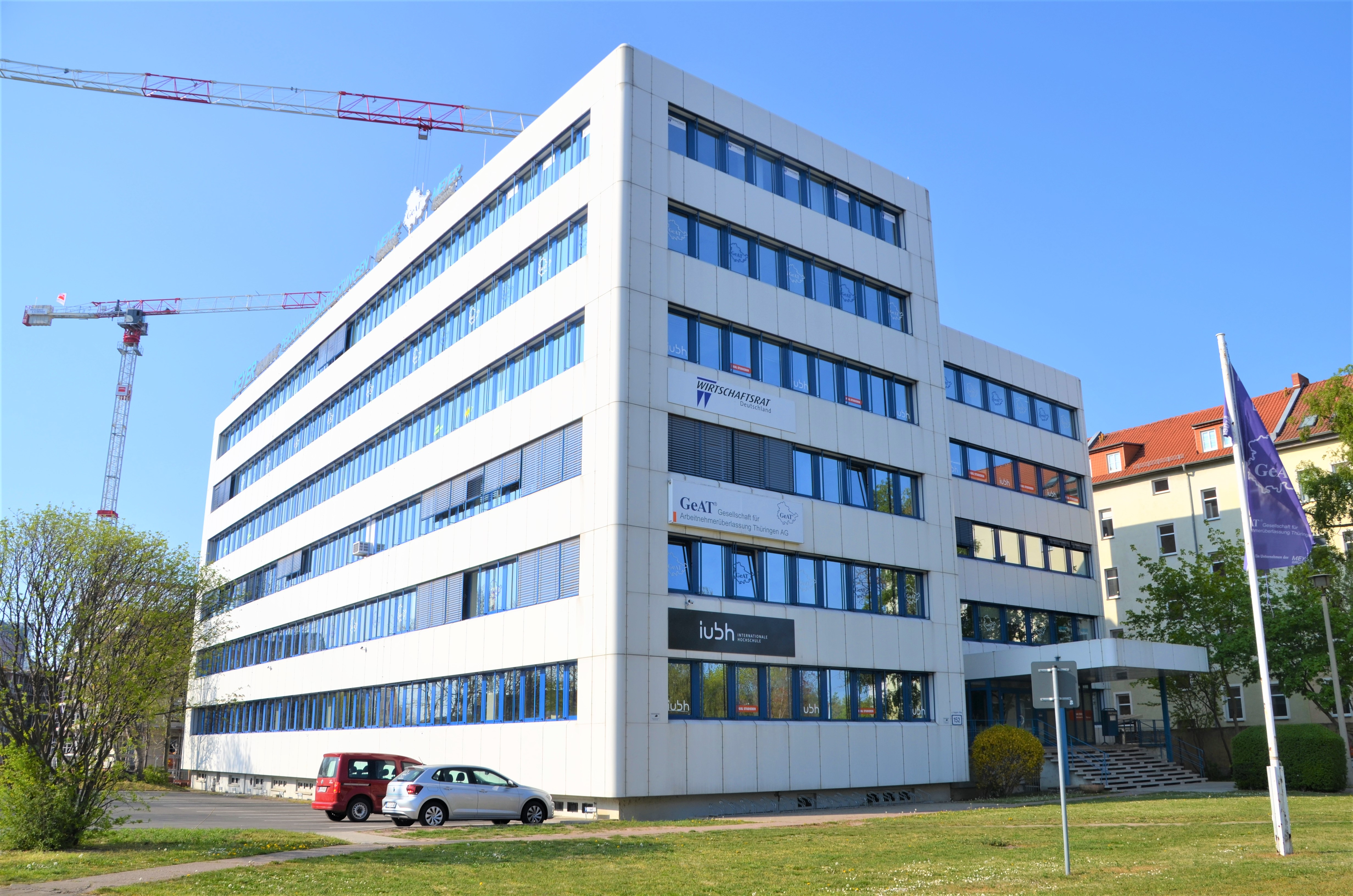
Místo Erfurt

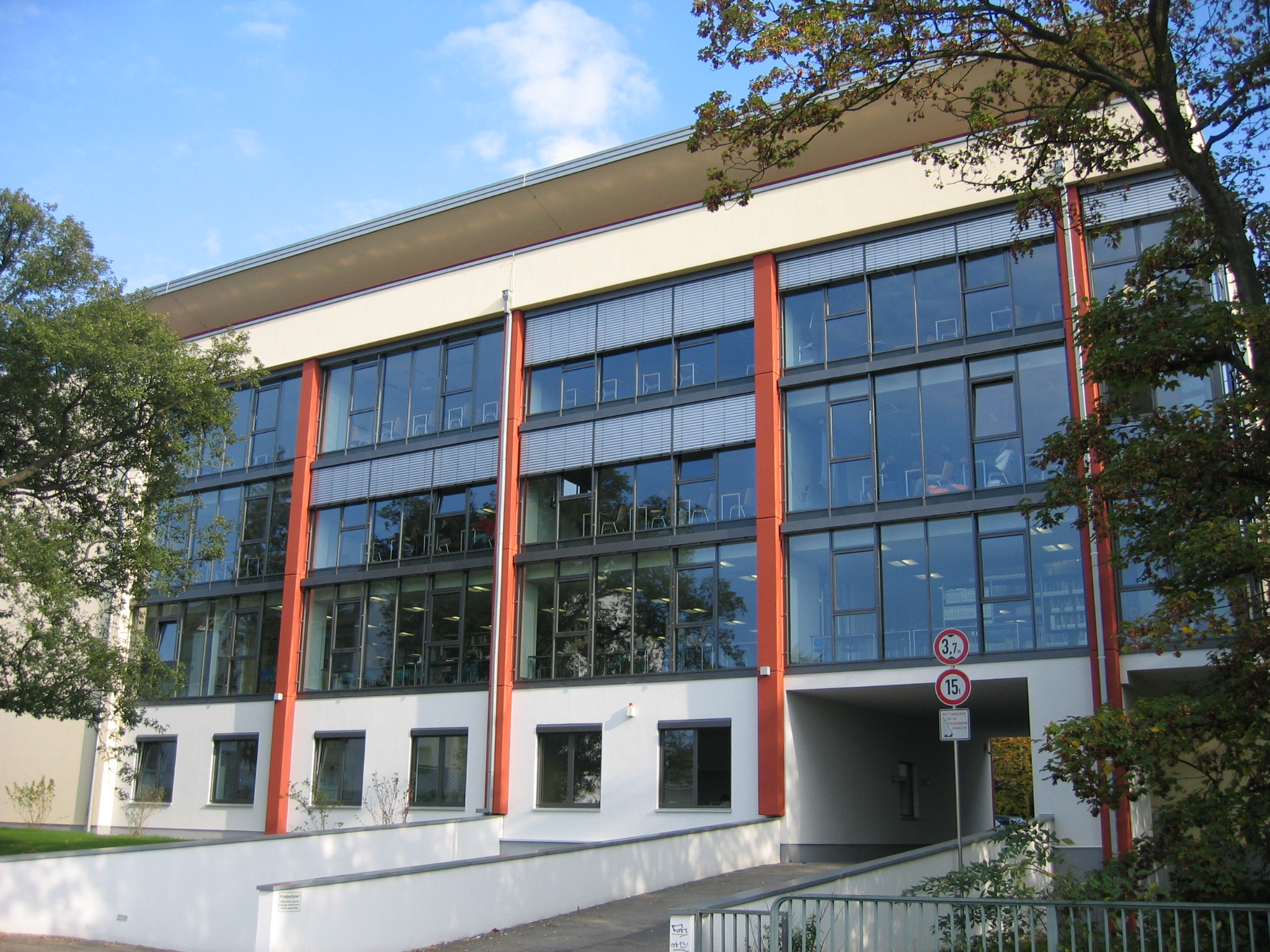
Kampus IU v Bad Honnef

IU Mezinárodní univerzita aplikovaných věd (do roku 2021 IUBH Mezinárodní univerzita aplikovaných věd, do roku 2017 Mezinárodní univerzita aplikovaných věd Bad Honnef / Bonn) je státem uznávaná soukromá vysoká škola aplikovaných věd se sídlem v Erfurtu a 28 pobočkami v Německu.
Nabízí prezenční studium v angličtině, duální studium v němčině, distanční studium a kombinované studium v němčině a angličtině. S více než 85 000 studenty je IU Mezinárodní univerzita aplikovaných věd od roku 2021 největší univerzitou v Německu.

## Historie
IU byla založena v roce 1998 jako Mezinárodní univerzita aplikovaných věd Bad Honnef / Bonn (IFH) v Bad Honnefu a výuka byla zahájena v zimním semestru 2000/2001 s 23 studenty.
Univerzita zpočátku zahájila svou činnost v „Feuerschlößchenu“, bývalém domu Wilhelma Girardeta, severně od centra města Bad Honnef. V roce 2000 se přestěhovala do bývalých prostor historické budovy Bischofshof ve čtvrti Bad Honnef-Beuel, kde dříve sídlila obchodní škola. Památkově chráněný komplex budov byl v roce 2005 rozšířen o dvě koleje a refektář. V únoru 2007 byla otevřena nová administrativní budova s knihovnou, seminárními místnostmi a kancelářemi.
V červenci 2009 Německá rada pro vědu a humanitní vědy institucionálně akreditovala univerzitu na deset let a v roce 2021 byla reakreditována na dalších pět let. V roce 2010 se stala členem Německé konference rektorů.
V polovině roku 2013 se IU spojila s Univerzitou aplikovaných věd Adama Riese v Erfurtu, rovněž soukromou univerzitou, a rozšířila tak svou nabídku o model duálního studia. V březnu 2016 se spojila s Vysokou školou mezinárodního obchodu a logistiky (HIWL) v Brémách a od té doby nabízí také duální studijní programy na tomto místě.
V říjnu 2017 byla přejmenována z „Mezinárodní univerzita aplikovaných věd Bad Honnef / Bonn“ na „IUBH Mezinárodní univerzita aplikovaných věd“. V březnu 2021 byla opět přejmenována na IU Mezinárodní univerzita aplikovaných věd.
V roce 2019 bylo sídlo univerzity přesunuto do Erfurtu, od té doby se řídí durynským zákonem o vysokém školství.

## Organizace
Univerzita je od roku 1999 uznávána státem a v letech 2009 a 2021 byla akreditována vědeckou radou. Studijní programy i vnitřní řízení kvality univerzity („systémová akreditace“) jsou navíc akreditovány Nadací pro akreditaci mezinárodní obchodní administrativy (Foundation for International Business Administration Accreditation – FIBAA) jménem Nadační akreditační rady.
Sponzorem univerzity je společnost IU Mezinárodní univerzita GmbH, jejímž jediným akcionářem je od roku 2007 společnost Career Partner GmbH (od roku 2021 IU Group N.V.) Ta je od roku 2017 ve vlastnictví britské investorské skupiny Oakley; předtím ji v letech 2007–2015 vlastnila mnichovská investiční společnost Auctus a v letech 2015–2017 americká Apollo Group.
Řídícími orgány univerzity jsou rektorát, senát a odborný poradní sbor, který zastupuje odborné zájmy kateder a podniků. Vnitřně je univerzita rozdělena do tzv. „jednotek“ podle rozsahu oborů, z nichž každá je podřízena prorektorátu. Kromě toho je univerzita rozdělena do převážně autonomních regionálních a místních vedení a devíti tematických oblastí.

## Lokality
Kromě „virtuálního kampusu“ má univerzita v současnosti 28 poboček: Augsburg, Bad Honnef, Berlín, Bielefeld, Braunschweig, Brémy, Dortmund, Dresden, Duisburg, Düsseldorf, Erfurt, Essen, Frankfurt nad Mohanem, Freiburg, Hamburk, Hannover, Karlsruhe, Kolín nad Rýnem, Lipsko, Lübeck, Mohuč, Mannheim, Mnichov, Münster, Norimberk, Peine (do konce roku 2021), Stuttgart a Ulm. V roce 2022 přibudou následující místa: Aachen, Bochum, Kassel, Kiel, Mönchengladbach, Potsdam, Ravensburg, Regensburg, Rostock, Saarbrücken a Wuppertal.
Pro dálkové studium je k dispozici také řada zkouškových center v zahraničí v sídlech Goethe-Institutů.

## Studijní programy
IU Mezinárodní univerzita aplikovaných věd nabízí přibližně 200 bakalářských, magisterských a MBA studijních programů v různých formách studia (dálkové studium, kombinované studium, MyStudium, duální studium) z následujících oborů:
- Design, architektura a konstrukce
- Zdraví
- Pohostinství, cestovní ruch a události
- Lidské zdroje
- IT a technologie
- Marketing a komunikace
- Společenské vědy
- Doprava a logistika
- Ekonomika a management